# Sabrering

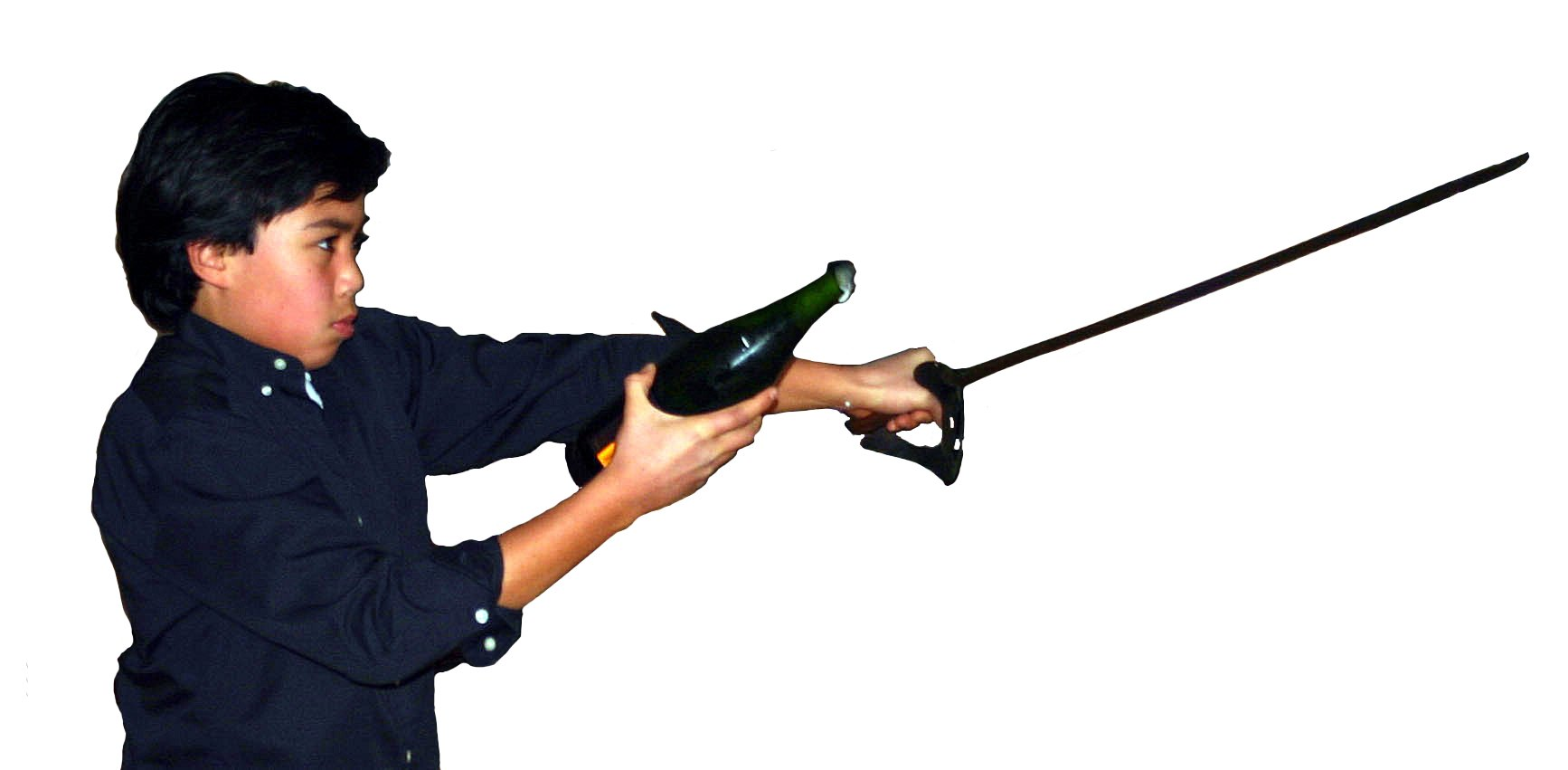
Sabrering.

Sabrering, av franskans sabre vilket betyder sabel, är en metod att öppna champagneflaskor. Vid sabrering tas inte korken ur flaskan, istället slås flaskans hals av med en sabel och eftersom den är trycksatt faller inte eventuellt glassplitter ner i vätskan.

## Metod
Folien och metalltråd tas bort från korken för att få en ren träffyta för sabeln (en rejäl kockkniv med tyngd går också bra). Grimman tas bort för att få ett rent slag på flaskhalsen krage. Flaskan hålls sedan med ena handen under den och tummen uppåt. Därefter lutas den 45°. Sabelns klinga förs med stor hastighet upp längs flaskans sida. Klingan på kniven ska träffa rakt mot flaskhalsen krage, antingen med den slipade eggen eller den trubbiga ryggen. Det är viktigt att följa flaskhalsens form. Eggen blir slö om man använder den och dessutom minskas chansen att få till ett bra slag. Ju rakare/tvärare kant på flaskans krage desto större är chansen att lyckas. När sabeln träffar kanten på flaskhalsen som hållit grimman ska halsen gå av, helst med ett rakt och rent snitt, och flaskans topp, med korken fortfarande i, ska lämna flaskan. En viss del av champagnen sprutar ut vilket förhindrar att glassplitter faller ner i champagnen. Det finns en risk att halsen inte går av utan att flaskan istället spricker och krossas. Därför bör man ha handske på sig. Risken att misslyckas är större för äldre flaskor med champagne som har ett lägre tryck.

## Historik
Det finns flera berättelser om hur traditionen uppstod. Teorierna innefattar normalt kavalleriet under Napoleonkrigen och ligger tidsmässigt i 1800-talets första hälft. En populär teori gör gällande att ryska kosacker började sabrera när de opererade som fribrytare i Frankrike och framförallt vid ockupationen av Reims 1814 i Champagnedistriktet. Kosackerna var beridna och deras främsta vapen var en sabel. Det föll sig därför naturligt att de korkade av champagnen sittande till häst med det verktyg de hade närmast till hands och som de satte stolthet i att behärska. Enligt en annan tradition var det franskt kavalleri som när de beskyddade champagnetillverkarna under Napoleonkrigen började använda metoden med den champagne som de blev bjudna på som tack för beskyddet. Även Napoleon själv har fått äran att vara den som introducerade sabreringen efter ett framgångsrikt slag.

## Världsrekord
Det största antalet sabrerade champagneflaskor under 1 minut erkänt av Guinness rekordbok är 66 flaskor, vilket uppnåddes av Ashrita Furman från USA på Sri Chinmoy Centre i Jamaica, Queens, 2 augusti 2015.
Tidigare världsrekord innehades av Julio Chang som sabrerade 55 flaskor under en minut under mässan Göteborg Vin & Deli 21 mars 2015.